# Châteaubleau
Châteaubleau est une commune française située dans le département de Seine-et-Marne, en région Île-de-France.

## Géographie

### Localisation
La commune est située à environ 16,4 km à l'ouest de Provins et à 10,6 km par la route au nord-est de Nangis,.

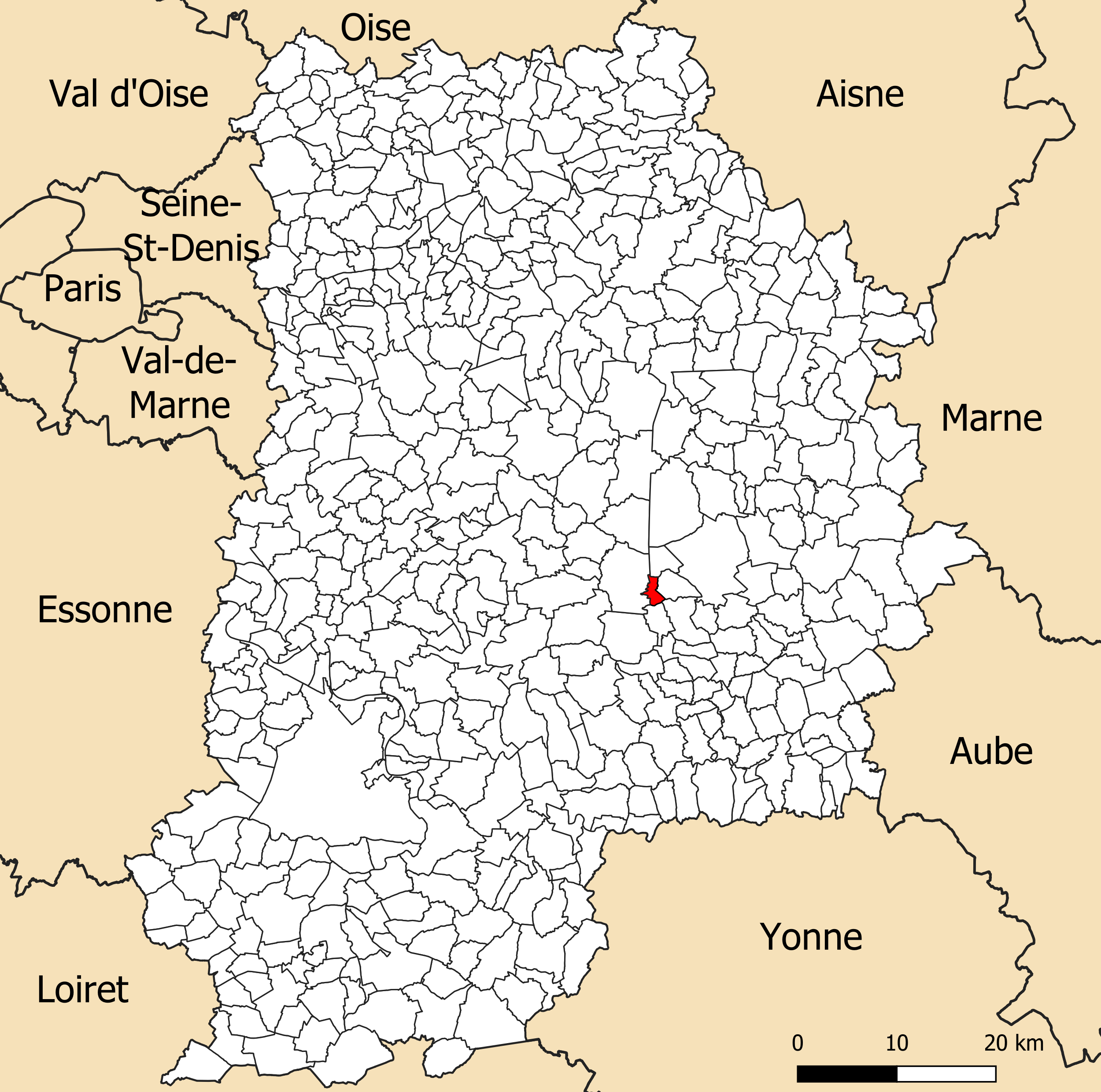
Localisation de la commune de Châteaubleau dans le département de Seine-et-Marne.

### Communes limitrophes
|                  | Saint-Just-en-Brie |                 |
| La Croix-en-Brie | Châteaubleau       | Vieux-Champagne |
|                  | Vanvillé           | Maison-Rouge    |

### Géologie et relief
L'altitude de la commune varie de 120 mètres à 150 mètres pour le point le plus haut, le centre du bourg se situant à environ 145 mètres d'altitude (mairie). Elle est classée en zone de sismicité 1, correspondant à une sismicité très faible.

### Hydrographie

#### Réseau hydrographique

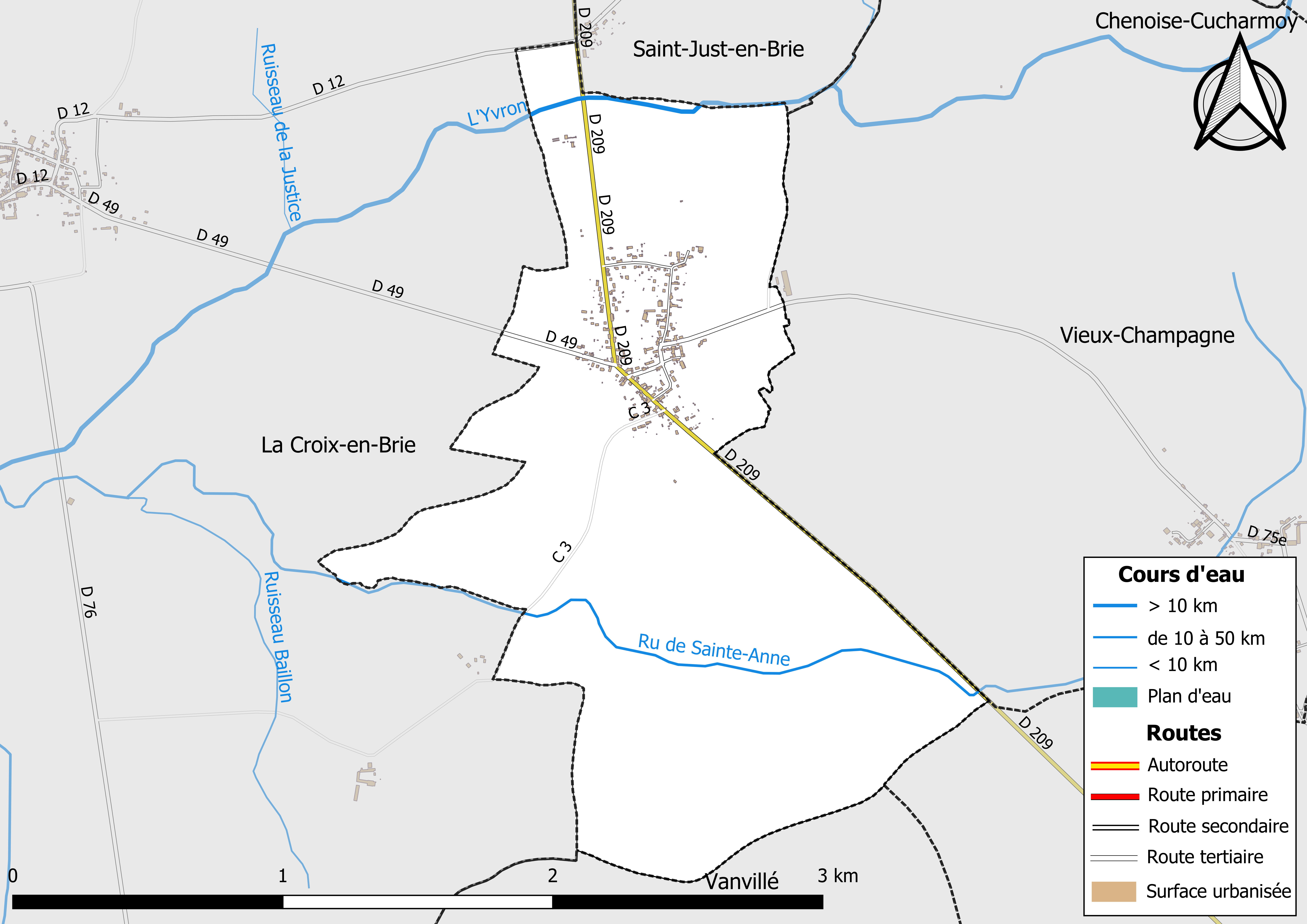
Carte des réseaux hydrographique et routier de Châteaubleau.

Le réseau hydrographique de la commune se compose de deux cours d'eau référencés :
- le ruisseau l’ Yvron, long de 30,07 km[4], affluent de l'Yerres en rive gauche ;
  - le ru de Sainte-Anne, 6,79 km[5], affluent de l’Yvron.

La longueur totale des cours d'eau sur la commune est de 2,87 km.

#### Gestion des cours d'eau
Afin d’atteindre le bon état des eaux imposé par la Directive-cadre sur l'eau du 23 octobre 2000, plusieurs outils de gestion intégrée s’articulent à différentes échelles : le SDAGE, à l’échelle du bassin hydrographique, et le SAGE, à l’échelle locale. Ce dernier fixe les objectifs généraux d’utilisation, de mise en valeur et de protection quantitative et qualitative des ressources en eau superficielle et souterraine. Le département de Seine-et-Marne est couvert par six SAGE, au sein du bassin Seine-Normandie.
La commune fait partie du SAGE « Yerres », approuvé le 13 octobre 2011. Le territoire de ce SAGE correspond au bassin versant de l’Yerres, d'une superficie de 1 017 km2, parcouru par un réseau hydrographique de 450 kilomètres de long environ, répartis entre le cours de l’Yerres et ses affluents principaux que sont : le ru de l'Étang de Beuvron, la Visandre, l’Yvron, le Bréon, l’Avon, la Marsange, la Barbançonne, le Réveillon. Le pilotage et l’animation du SAGE sont assurés par le syndicat mixte pour l’Assainissement et la Gestion des eaux du bassin versant de l’Yerres (SYAGE), qualifié de « structure porteuse ».

### Climat
Pour des articles plus généraux, voir Climat de l'Île-de-France et Climat de Seine-et-Marne.
En 2010, le climat de la commune est de type climat océanique dégradé des plaines du Centre et du Nord, selon une étude du CNRS s'appuyant sur une série de données couvrant la période 1971-2000. En 2020, Météo-France publie une typologie des climats de la France métropolitaine dans laquelle la commune est exposée à un climat océanique altéré et est dans la région climatique Nord-est du bassin Parisien, caractérisée par un ensoleillement médiocre, une pluviométrie moyenne régulièrement répartie au cours de l’année et un hiver froid (3 °C).
Pour la période 1971-2000, la température annuelle moyenne est de 10,8 °C, avec une amplitude thermique annuelle de 15,5 °C. Le cumul annuel moyen de précipitations est de 698 mm, avec 11,3 jours de précipitations en janvier et 7,8 jours en juillet. Pour la période 1991-2020, la température moyenne annuelle observée sur la station météorologique la plus proche, située sur la commune de Grandpuits-Bailly-Carrois à 10 km à vol d'oiseau, est de 11,3 °C et le cumul annuel moyen de précipitations est de 704,0 mm,. Pour l'avenir, les paramètres climatiques de la commune estimés pour 2050 selon différents scénarios d'émission de gaz à effet de serre sont consultables sur un site dédié publié par Météo-France en novembre 2022.

### Milieux naturels et biodiversité
Aucun espace naturel présentant un intérêt patrimonial n'est recensé sur la commune dans l'inventaire national du patrimoine naturel,,.

## Urbanisme

### Typologie
Au 1er janvier 2024, Châteaubleau est catégorisée commune rurale à habitat dispersé, selon la nouvelle grille communale de densité à sept niveaux définie par l'Insee en 2022.
Elle est située hors unité urbaine. Par ailleurs la commune fait partie de l'aire d'attraction de Paris, dont elle est une commune de la couronne,. Cette aire regroupe 1 929 communes,.

### Lieux-dits et écarts
La commune compte 33 lieux-dits administratifs répertoriés consultables ici (source : le fichier Fantoir).

### Occupation des sols
L'occupation des sols de la commune, telle qu'elle ressort de la base de données européenne d’occupation biophysique des sols Corine Land Cover (CLC), est marquée par l'importance des territoires agricoles (89,6 % en 2018), une proportion identique à celle de 1990 (89,6 %). La répartition détaillée en 2018 est la suivante : 
terres arables (77,1% ), zones agricoles hétérogènes (12,5% ), zones urbanisées (9,5% ), forêts (0,8 %).
Parallèlement, L'Institut Paris Région, agence d'urbanisme de la région Île-de-France, a mis en place un inventaire numérique de l'occupation du sol de l'Île-de-France, dénommé le MOS (Mode d'occupation du sol), actualisé régulièrement depuis sa première édition en 1982. Réalisé à partir de photos aériennes, le Mos distingue les espaces naturels, agricoles et forestiers mais aussi les espaces urbains (habitat, infrastructures, équipements, activités économiques, etc.) selon une classification pouvant aller jusqu'à 81 postes, différente de celle de Corine Land Cover,,. L'Institut met également à disposition des outils permettant de visualiser par photo aérienne l'évolution de l'occupation des sols de la commune entre 1949 et 2018.

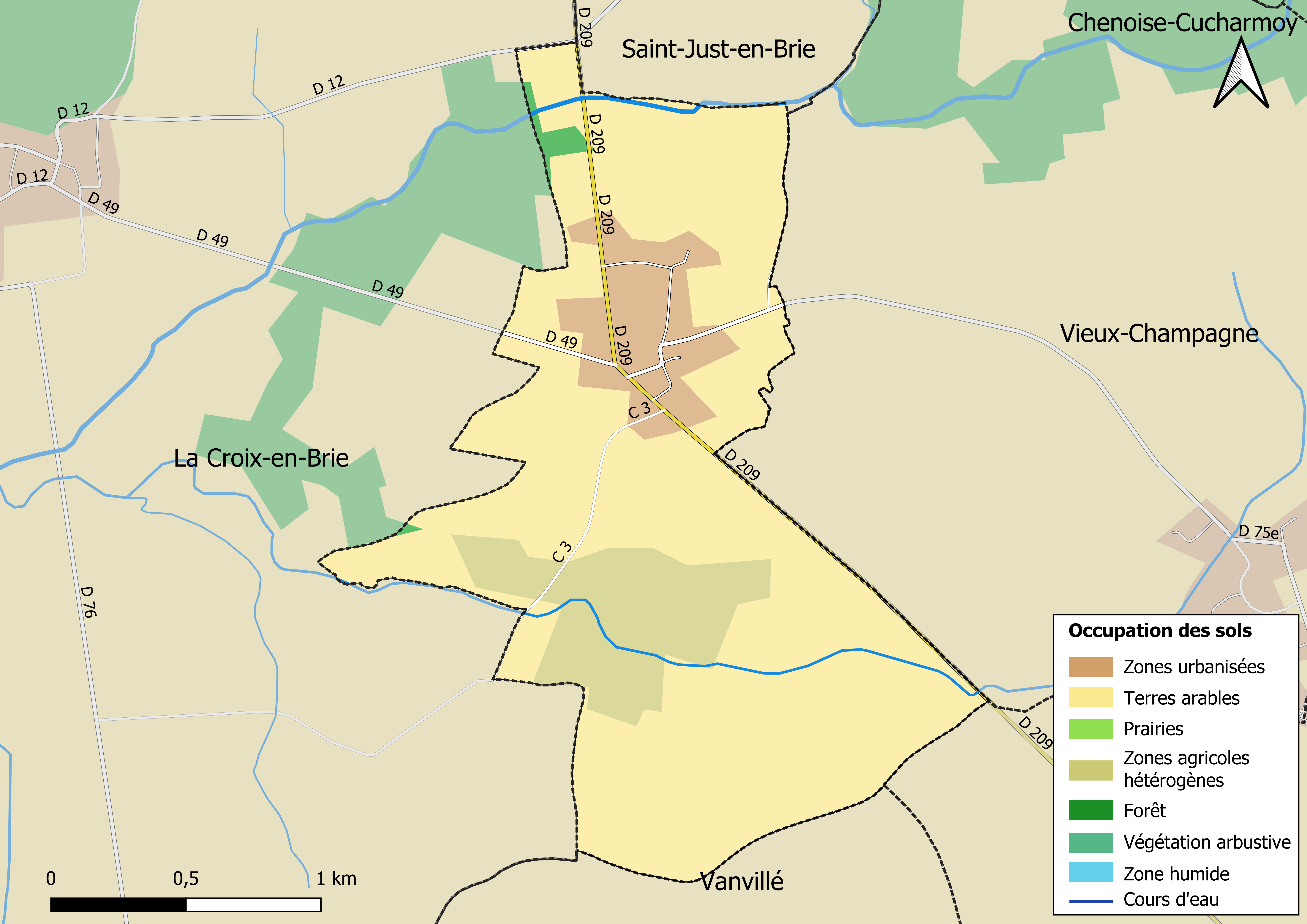
Carte des infrastructures et de l'occupation des sols en 2018 (CLC) de la commune.
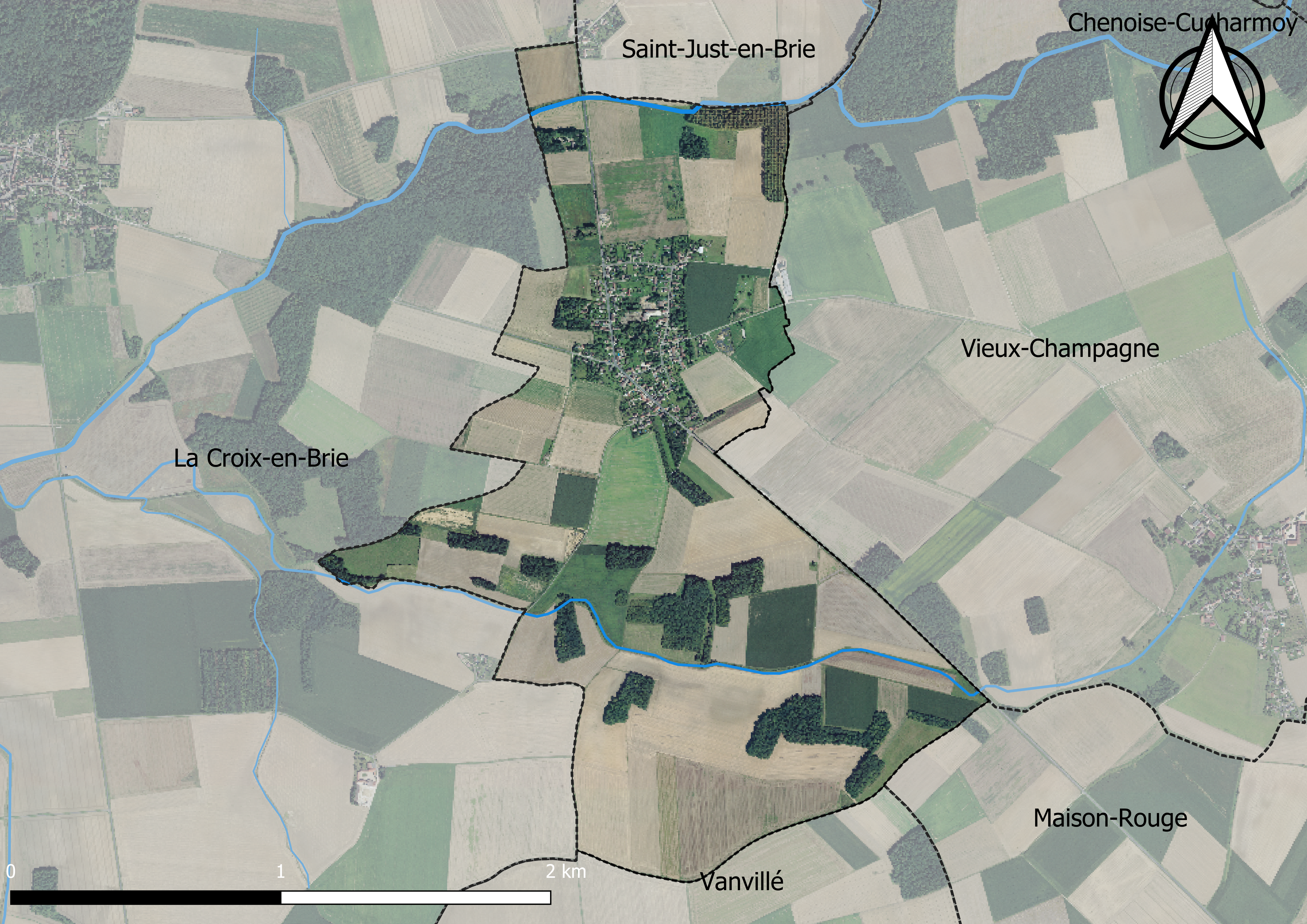
Carte orhophotogrammétrique de la commune.

### Planification
La commune disposait en 2019 d'un plan local d'urbanisme en révision. Le zonage réglementaire et le règlement associé peuvent être consultés sur le Géoportail de l'urbanisme.

### Logement
En 2016, le nombre total de logements dans la commune était de 157, dont 97,5 % de maisons et 1,9 % d'appartements.
Parmi ces logements, 89,2 % étaient des résidences principales, 7 % des résidences secondaires et 3,8 % des logements vacants.
La part des ménages propriétaires de leur résidence principale s'élevait à 90,7 % contre 5 % de locataires et 4,3 % logés gratuitement.

## Toponymie
| Dates | Formes                                                  |
| ----- | ------------------------------------------------------- |
| 1203  | Castellum Blihaut                                       |
| 1203  | Chastel Belyot, Castrum Belial et Castrum Belioth       |
| 1209  | Castrum Beliart                                         |
| 1270  | Castrum, Castrum Balialdi et Chastel Beliaut            |
| 1285  | Castrum Bliaudi                                         |
| 1286  | Territorium de Castro Belaudi                           |
| 1286  | Castrum Beliaudi                                        |
| 1291  | Chatiaubliart et Chestiaubliart                         |
| 1353  | Chatiaubliaust                                          |
| 1369  | Curatus de Castrobleaudi                                |
| 1438  | Chasteaubleault                                         |
| 1495  | Chasteaubluault                                         |
| 1516  | Chasteaubleaust                                         |
| 1517  | Chateaubleault                                          |
| 1540  | Le fief de Chasteau Beau en la parroisse de Saint Justz |
| 1561  | Chasteautbleault en Brye                                |
| 1602  | Chasteaubleost,                                         |

## Histoire
La localité antique était située à la frontière des peuples Meldes (peuple celte dont le territoire se trouvait dans l’actuelle région Île-de-France, sur la Marne, avec leur capitale, Iantinum, à l’emplacement de la ville de Meaux actuelle) et Sénons (autre peuple celte occupant le Sénonais, région s'étendant sur une partie des départements actuels de l'Yonne et de Seine-et-Marne; ils donnèrent leur nom à la ville de Sens qui était leur capitale connue à l'époque romaine sous le nom d'Agendicum).
L’élément fondateur du village fut la création de la voie romaine qui reliait les cités de Sens et de Meaux et constituait un élément de l'itinéraire reliant Lyon à Boulogne-sur-Mer.
On peut encore, à l'heure actuelle, emprunter cette route antique, puisque la D209 qui traverse le village suit son tracé.
Il est probable qu'au départ le village était constitué d'une simple station, sorte de gîte d'étape permettant de faire reposer chevaux et voyageurs.
Le IIe siècle, époque de prospérité économique, voit la bourgade se développer de façon notable.
L'habitat s'étend et un réseau de rues est créé. Mais c'est surtout la construction de monuments publics qui marque l'importance croissante du village :
- un théâtre de plusieurs milliers de places
- deux ensembles cultuels dont un sanctuaire de sources

Les nouveaux bâtiments édifiés donnent à la bourgade un tout autre aspect.
Contrairement à d'autres sites, le IIIe siècle n'amène pas de grands bouleversements ; mais les difficultés économiques et politiques qui frappent l'Empire romain entraînent une forte baisse de la circulation monétaire.
Pour pallier cet inconvénient et faire perdurer le commerce, un atelier de fabrique de monnaie parallèle est créé vers 260 et fonctionne durant une vingtaine d'années. C'est au cours du IVe siècle que l'on assiste à un abandon progressif du village. Les dernières traces d'occupation antique datent du Ve siècle.
Actuellement, des fouilleurs bénévoles dégagent les vestiges grâce à l'association loi de 1901 La Riobé. Depuis le milieu du XIXe siècle, la commune de Châteaubleau a recouvré de la ville romaine un théâtre, un sanctuaire des eaux et des fana (lieux de culte). Depuis le début des années 1960, des quartiers d’artisanat et d’habitation ont été mis au jour. Malheureusement, ce patrimoine est en danger par manque de moyens pour le préserver et les collections découvertes risquent d'être dispersées par manque de structures adaptées pour les accueillir. Les habitants se sont donc mobilisés en créant l'association loi de 1901 AGRIPPA - Association Gallo-Romaine Intercommunale pour la Promotion du Patrimoine Archéologique - de Châteaubleau. Cette association, uniquement composée de bénévoles, s’est fixé comme principaux objectifs de préserver, conserver, mettre en valeur et partager avec le plus grand nombre l'ensemble du patrimoine archéologique de l'intercommunalité. Pour ce faire, elle organise depuis 2004, en collaboration avec l'association La Riobé, des "fêtes gallo-romaines" réunissant à la fois artisans, archéologues et passionnés, afin de présenter au public le patrimoine de la commune au travers des scènes de la vie gallo-romaine.
Après avoir connu la grandeur à l'époque gallo-romaine, Châteaubleau ne réapparaît dans les archives qu'en 1203 lorsqu’il est fait mention de « Castellum Bilhaut » dans un manuscrit. L’appellation du village change ensuite à de nombreuses reprises tout comme les propriétaires successifs des terres : bénédictins puis Hospitaliers. Ce n'est qu’au Second Empire (1852-1870) qu’un instituteur nommé V. Burin s’intéresse aux vestiges antiques du village. Il accumule de nombreuses informations sur Châteaubleau, exploitées bien plus tard par son petit-fils, J.-P. Burin. De nombreuses campagnes de fouilles s’ensuivent entre 1963 et 1987. Elles sont actuellement menées par F. Parthuisot et F. Pilon.

### Les Hospitaliers
C'est seulement au début du XIIIe siècle que l'on retrouve une mention du village dans un acte de donation aux Hospitaliers de l'ordre de Saint-Jean de Jérusalem qui ont établi une commanderie dans le village voisin de La Croix-en-Brie.

## Politique et administration

### Liste des maires
| Période                                  | Période  | Identité           | Étiquette | Qualité     |
| ---------------------------------------- | -------- | ------------------ | --------- | ----------- |
| Les données manquantes sont à compléter. |          |                    |           |             |
| 1970                                     | 1989     | René Dalmard       |           | Agriculteur |
| 1989                                     | 1995     | François Duchateau |           |             |
| 1995                                     | En cours | Jean-Marc Desplats |           | Agriculteur |

## Équipements et services

### Eau et assainissement
L’organisation de la distribution de l’eau potable, de la collecte et du traitement des eaux usées et pluviales relève des communes. La loi NOTRe de 2015 a accru le rôle des EPCI à fiscalité propre en leur transférant cette compétence. Ce transfert devait en principe être effectif au 1er janvier 2020, mais la loi Ferrand-Fesneau du 3 août 2018 a introduit la possibilité d’un report de ce transfert au 1er janvier 2026,.

#### Assainissement des eaux usées
En 2020, la commune de Châteaubleau ne dispose pas d'assainissement collectif,.
L’assainissement non collectif (ANC) désigne les installations individuelles de traitement des eaux domestiques qui ne sont pas desservies par un réseau public de collecte des eaux usées et qui doivent en conséquence traiter elles-mêmes leurs eaux usées avant de les rejeter dans le milieu naturel. La communauté de communes de la Brie nangissienne (CCBN) assure pour le compte de la commune le service public d'assainissement non collectif (SPANC), qui a pour mission de vérifier la bonne exécution des travaux de réalisation et de réhabilitation, ainsi que le bon fonctionnement et l’entretien des installations. Cette prestation est déléguée à l'entreprise Veolia, dont le contrat arrive à échéance le 31 décembre 2021,.

#### Eau potable
En 2020, l'alimentation en eau potable est assurée par la commune qui en a délégué la gestion à une entreprise privée, dont le contrat expire le 30 juin 2022,,.
Les nappes de Beauce et du Champigny sont classées en zone de répartition des eaux (ZRE), signifiant un déséquilibre entre les besoins en eau et la ressource disponible. Le changement climatique est susceptible d’aggraver ce déséquilibre. Ainsi afin de renforcer la garantie d’une distribution d’une eau de qualité en permanence sur le territoire du département, le troisième Plan départemental de l’eau signé, le 3 octobre 2017, contient un plan d’actions afin d’assurer avec priorisation la sécurisation de l’alimentation en eau potable des Seine-et-Marnais. A cette fin a été préparé et publié en décembre 2020 un schéma départemental d’alimentation en eau potable de secours dans lequel huit secteurs prioritaires sont définis. La commune fait partie du secteur Nangis.

## Population et société

### Démographie
L'évolution du nombre d'habitants est connue à travers les recensements de la population effectués dans la commune depuis 1793. Pour les communes de moins de 10 000 habitants, une enquête de recensement portant sur toute la population est réalisée tous les cinq ans, les populations de référence des années intermédiaires étant quant à elles estimées par interpolation ou extrapolation. Pour la commune, le premier recensement exhaustif entrant dans le cadre du nouveau dispositif a été réalisé en 2006.

En 2022, la commune comptait 363 habitants, en évolution de −0,27 % par rapport à 2016 (Seine-et-Marne : +3,92 %, France hors Mayotte : +2,11 %).
| 1793 | 1800 | 1806 | 1821 | 1831 | 1836 | 1841 | 1846 | 1851 |
| ---- | ---- | ---- | ---- | ---- | ---- | ---- | ---- | ---- |
| 191  | 199  | 226  | 221  | 258  | 228  | 216  | 250  | 260  |

| 1856 | 1861 | 1866 | 1872 | 1876 | 1881 | 1886 | 1891 | 1896 |
| ---- | ---- | ---- | ---- | ---- | ---- | ---- | ---- | ---- |
| 261  | 271  | 250  | 251  | 233  | 223  | 234  | 207  | 201  |

| 1901 | 1906 | 1911 | 1921 | 1926 | 1931 | 1936 | 1946 | 1954 |
| ---- | ---- | ---- | ---- | ---- | ---- | ---- | ---- | ---- |
| 188  | 196  | 195  | 169  | 176  | 179  | 188  | 183  | 164  |

| 1962 | 1968 | 1975 | 1982 | 1990 | 1999 | 2006 | 2011 | 2016 |
| ---- | ---- | ---- | ---- | ---- | ---- | ---- | ---- | ---- |
| 137  | 142  | 132  | 164  | 213  | 263  | 305  | 338  | 364  |

| 2021 | 2022 | - | - | - | - | - | - | - |
| ---- | ---- | - | - | - | - | - | - | - |
| 361  | 363  | - | - | - | - | - | - | - |

### Manifestations culturelles et festivités
- La IVe Fête gallo-romaine a eu lieu les 6 et 7 septembre 2008 : les Castelblotains et les habitants de l'intercommunalité de la Brie nangissienne se mobilisent pour faire connaître la richesse de leur patrimoine local à travers l'organisation d'une fête gallo-romaine, et envisagent l'implantation d'une structure muséale à Châteaubleau. La Ire Fête gallo-romaine de Châteaubleau a ainsi vu le jour en mai 2003. Deux autres éditions ont eu lieu depuis, et la IVe s'est déroulée les 6 et 7 septembre 2008 avec pour thème « L'agriculture sous l'antiquité ».
- La Ve Fête gallo-romaine a eu lieu les 25 et 26 mai 2013.
- La VIe Fête gallo-romaine a eu lieu les 15 et 16 juin 2019.

## Économie

### Revenus de la population et fiscalité
En 2018, le nombre de ménages fiscaux de la commune était de 134, représentant 363 personnes et la  médiane du revenu disponible par unité de consommation  de 23 480 euros.

### Emploi
En 2018, le nombre total d’emplois dans la zone était de 26, occupant 156 actifs  résidants (dont 12,7 % dans la commune de résidence et 87,3 % dans une commune autre que la commune de résidence).
Le taux d'activité de la population (actifs ayant un emploi) âgée de 15 à 64 ans s'élevait à 69,9 % contre un taux de chômage de 7,6 %.
Les 22,4 % d’inactifs se répartissent de la façon suivante : 9,7 % d’étudiants et stagiaires non rémunérés, 6,9 % de retraités ou préretraités et 5,8 % pour les autres inactifs.

### Secteurs d'activité

#### Entreprises et commerces
En 2019, le nombre d’unités légales et d’établissements (activités marchandes hors agriculture) par secteur d'activité était de 16 dont 7 dans le commerce de gros et de détail, transports, hébergement et restauration et 9 dans les activités spécialisées, scientifiques et techniques et activités de services administratifs et de soutien.
En 2020, 4 entreprises individuelles ont été créées sur le territoire de la commune.
Au 1er janvier 2021, la commune ne disposait pas d’hôtel et de terrain de camping.

#### Agriculture
Châteaubleau est dans la petite région agricole dénommée la « Brie centrale », une partie de la Brie autour de Mormant. En 2010, l'orientation technico-économique de l'agriculture sur la commune est la culture de céréales et d'oléoprotéagineux (COP).
Si la productivité agricole de la Seine-et-Marne se situe dans le peloton de tête des départements français, le département enregistre un double phénomène de disparition des terres cultivables (près de 2 000 ha par an dans les années 1980, moins dans les années 2000) et de réduction d'environ 30 % du nombre d'agriculteurs dans les années 2010. Cette tendance se retrouve au niveau de la commune où le nombre d’exploitations est passé de 3 en 1988 à 2 en 2010. Parallèlement, la taille de ces exploitations diminue, passant de 65 ha en 1988 à 59 ha en 2010.
Le tableau ci-dessous présente les principales caractéristiques des exploitations agricoles de Châteaubleau, observées sur une période de 22 ans :
|                                      | 1988 | 2000 | 2010 |
| ------------------------------------ | ---- | ---- | ---- |
| Dimension économique,                |      |      |      |
| Nombre d’exploitations (u)           | 3    | 2    | 2    |
| Travail (UTA)                        | 3    | 4    | 2    |
| Surface agricole utilisée (ha)       | 194  | 329  | 117  |
| Cultures                             |      |      |      |
| Terres labourables (ha)              | 184  | s    | s    |
| Céréales (ha)                        | 117  | s    | s    |
| dont blé tendre (ha)                 | 77   | s    | s    |
| dont maïs-grain et maïs-semence (ha) | s    | s    | s    |
| Tournesol (ha)                       | s    |      |      |
| Colza et navette (ha)                | 13   |      | s    |
| Élevage                              |      |      |      |
| Cheptel (UGBTA)                      | 82   | 185  | 0    |

## Culture locale et patrimoine

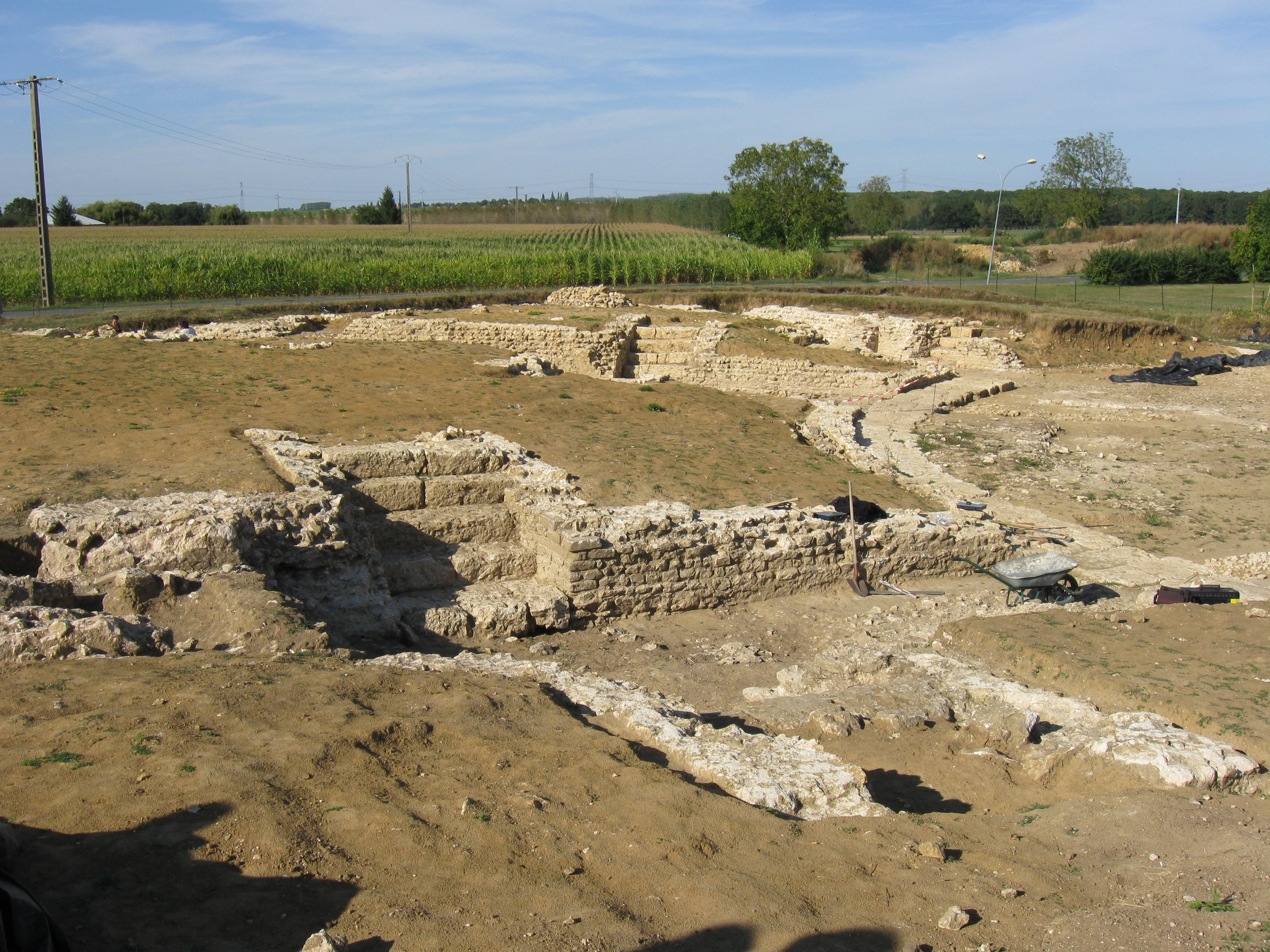
Vestiges du théâtre gallo-romain

### Site gallo-romain
Les vestiges gallo-romains de la commune (IIe siècle, IIIe siècle et IVe siècle) sont classés pour partie au titre des monuments historiques. Le site antique doit son développement à l'implantation d'un vicus sur le bord de la via Agrippa. Un site religieux se développe parallèlement, autour des nombreuses eaux qui s'écoulent dans la vallée. La vénération des sources et eaux pourrait être la trace d'un culte pré-romain. Les vestiges antiques retrouvés semblent aussi indiquer un syncrétisme stylistique entre les influences celtiques et romaines :
- Des panneaux retraçant les éléments historiques des sites permettent une visite sans guide ;
- Le « sanctuaire des eaux » gallo-romain (culte des eaux guérisseuses) est en cours de restauration afin d'améliorer son intérêt ;
- Une partie du théâtre gallo-romain se visite toute l'année.

Le chantier de fouilles ne se visite que l'été lors des fouilles archéologiques, lesquelles sont souvent organisées de la dernière semaine de juillet à fin août.

### Autres lieux et monuments
- Église Saint-Gond (XVIe siècle - XIXe siècle)